# Ferdinand Klinda
Ferdinand Klinda (* 12. března 1929 Košice) je slovenský varhaník a hudební pedagog.

## Životopis
Studoval hru na varhany na bratislavské konzervatoři a poté pokračoval ve studiu na Vysoké škole múzických umění v Bratislavě. Prezident Slovenské republiky Ivan Gašparovič mu udělil Řád Ľudovíta Štúra II. třídy za mimořádné zásluhy v oblasti rozvoje kultury a vzdělávání. Byl laureátem státní ceny Klementa Gottwalda, sólista Slovenskej filharmónie, patřil mezi přední představitele slovenského koncertního umění. Koncertoval v USA, zúčastnil se významných mezinárodních událostí (Pražské jaro, Wiener Festwochen, Oliva Festival, Mezinárodní varhanní dny v Hamburku a pod). V hudebním životě tehdejšího Československa zastával významné postavení: byl členem poroty mezinárodní varhanní soutěže Pražského jara a profesorem varhanní hry na Vysoké škole múzických umění v Bratislavě.